# Sway (personaggio)
Sway il cui vero nome è Suzanne Chan, è un personaggio dei fumetti creato da Ed Brubaker (testi) e Pete Woods (disegni), pubblicato dalla Marvel Comics. È apparsa per la prima volta in X-Men: Deadly Genesis n. 3 (marzo 2006).
Era una degli "X-men perduti".

## Biografia del personaggio

### Origini
Provenienti da Hong Kong, i suoi genitori, David ed Emily, presero la cittadinanza americana dopo aver vissuto per 20 anni in California. Durante questo periodo, ebbero Suzanne.
A 17 anni, ella decise di iscriversi al Barnard College, sulla East Coast, e decide di intraprendere un viaggio verso New York per dimostrare ai suoi genitori che era sicura sul suo passaggio alla scuola.
Durante il viaggio, Suzanne e la sua famiglia restano coinvolti nel fuoco incrociato di due bande rivali. Emily e David muoiono colpiti dalle pallottole, ma Suzanne resta inspiegabilmente illesa, benché si trovasse a poca distanza da suo padre.
Dopo l'avvenimento, Suzanne entra in uno stato di shock, in cui riflette solo sul fatto che, in qualche modo, è riuscita a fermare i proiettili mentre erano a mezz'aria, ma in realtà era riuscita fermare il tempo, così da bloccare le pallottole, non riuscendo però a fare lo stesso con i suoi genitori.
Dopo aver passato quarantotto ore in osservazione in ospedale, Suzanne, uscita fuori, camminando per strada ritorna sul luogo della morte dei suoi genitori.
In quel momento
i suoi poteri mutanti si attivano e comincia a vedere gli eventi passati avvenuti nella zona, cioè i fantasmi di lei e dei suoi genitori durante la sparatoria, e assiste così per la seconda volta all'omicidio dei suoi genitori.
Capisce di avere in qualche modo il controllo del tempo e che quello è una specie di replay creato da lei. Suzanne segue così gli assassini e dopo aver trovato il loro rifugio chiama la polizia. Non appena essa arriva, gli assassini aprono il fuoco, e Suzanne usa i suoi poteri per bloccare gli assassini e le pallottole a mezz'aria.
Dopo aver raccontato la sua situazione, la polizia contatta la dottoressa Moira MacTaggart, che si offre di istruirla sulle sue capacità mutanti. Suzanne prende il nome in codice Sway e se ne va con Moira.

### Genesi Letale
Quando il gruppo originale degli X-Men viene catturato da Krakoa, entra a far parte del nuovo gruppo formato da Xavier assieme a Vulcan, Darwin e Petra e resta gravemente ferita nella battaglia. Assieme alla morente Petra, combina ciò che resta dei suoi poteri per salvare i restanti compagni da una morte certa.

## Poteri e abilità
Sway era capace di rallentare e probabilmente di fermare il tempo intorno al suo corpo. Le sue capacità derivavano probabilmente dal controllo dei cronotoni. Era anche in grado di fermare e rallentare interamente gli oggetti e le persone in movimento, così da fermare le pallottole a mezz'aria, immobilizzare i suoi nemici e altro ancora. Sembra che abbia anche imparato a fermare solo uno specifico obiettivo nel suo raggio di azione o entro una certa distanza. Era anche in grado di visualizzare il passato recente in forma evanescente.